# Abd ül-Mecid
Abd ül-Mecid är ett arabiskt mansnamn.

## Personer med namnet
- Abd ül-Mecid I
- Abd ül-Mecid II